# William Denison

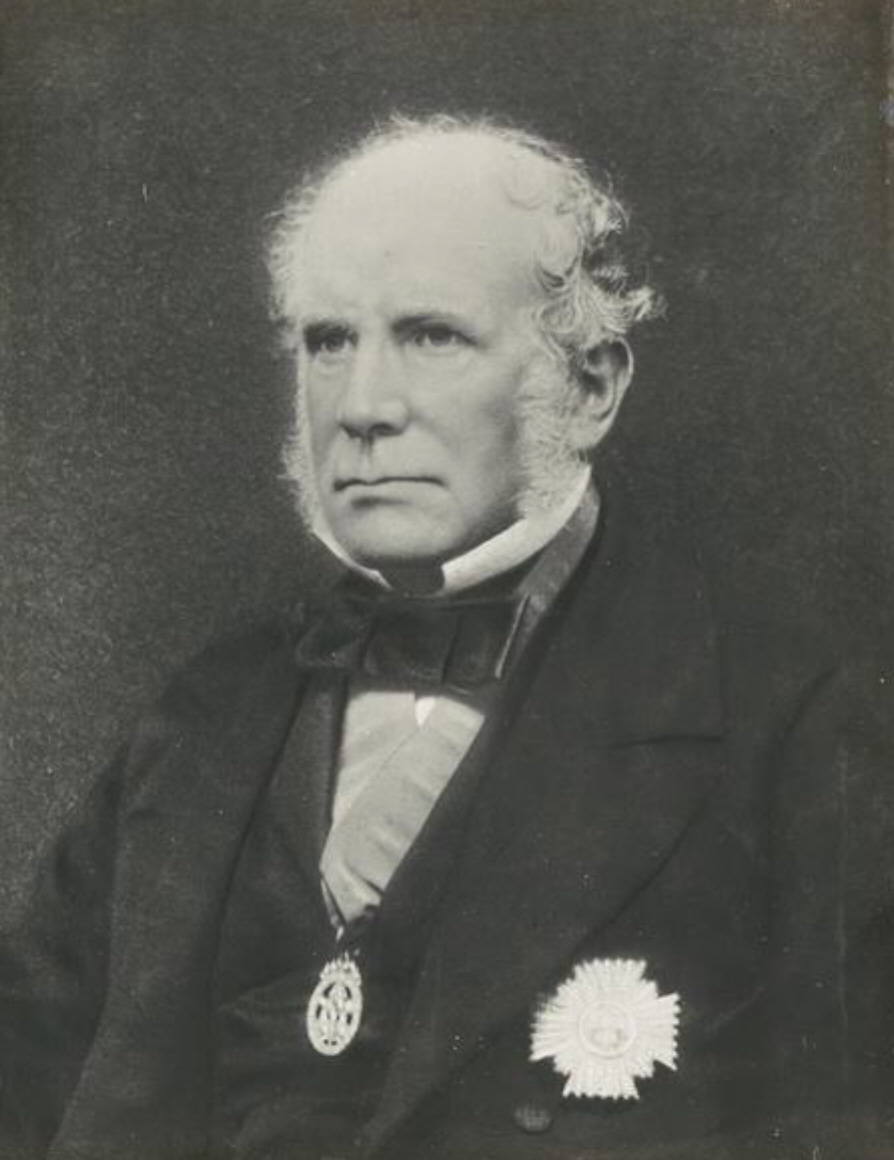
William Denison (um 1855)

Sir William Thomas Denison KCB (* 3. Mai 1804 in London, England; † 19. Januar 1871 in East Sheen, (damals Teil von Surrey, heute Teil des Londoner Boroughs Richmond upon Thames)) war ein britischer Kolonialadministrator.
Denison wurde 1804 in London als eines von 14 Kindern geboren. Er war von 1847 bis 1855 Vizegouverneur von Van-Diemen's-Land (Tasmanien) und von 1855 bis 1861 Gouverneur von New South Wales. Am 22. Januar 1860 verließ er Sydney um sein Amt als Gouverneur der Provinz Madras anzutreten. Im November 1863 hatte er, nach dem Tod von Lord Elgin, für zwei Monate das Amt des Generalgouverneur und Vizekönig von Indien inne. Im März 1863 kehrte er nach Großbritannien zurück.